# Bert I. Gordon
Pour les articles homonymes, voir Gordon.
Bert Ira Gordon (né le 24 septembre 1922 à Kenosha (Wisconsin) et mort le 8 mars 2023 à Los Angeles (Californie)) est un scénariste, réalisateur et producteur de cinéma américain.

## Filmographie

### Comme réalisateur
- 1955 : Le Roi des dinosaures (King Dinosaur)
- 1957 : Le Début de la fin (Beginning of the End)
- 1957 : The Cyclops
- 1957 : The Amazing Colossal Man
- 1958 : Attack of the Puppet People
- 1958 :  Le Retour de l'homme colosse  (War of the Colossal Beast)
- 1958 : Earth vs. the Spider
- 1960 : The Boy and the Pirates
- 1960 : Tormented
- 1962 : L'Épée enchantée (The Magic Sword)
- 1965 : Village of the Giants
- 1966 : Picture Mommy Dead
- 1970 : How to Succeed with Sex
- 1972 : Necromancy
- 1973 : Le Détraqué (The Mad Bomber)
- 1976 : Soudain... les monstres (The Food of the Gods)
- 1977 : L'Empire des fourmis géantes (Empire of the Ants)
- 1981 : Burned at the Stake
- 1982 : Let's Do It!
- 1985 : The Big Bet
- 1989 : Satan's Princess
- 2014 : Secrets of a Psychopath

### Comme producteur
- 1954 : Serpent Island
- 1955 : King Dinosaur
- 1957 : Beginning of the End
- 1957 : The Cyclops
- 1957 : The Amazing Colossal Man
- 1958 : Attack of the Puppet People
- 1958 : Le Retour de l'homme colosse (War of the Colossal Beast)
- 1958 : Earth vs. the Spider
- 1960 : The Boy and the Pirates
- 1960 : Tormented
- 1962 : L'Épée enchantée (The Magic Sword)
- 1965 : Village of the Giants
- 1966 : Picture Mommy Dead
- 1973 : Le Détraqué (The Mad Bomber)
- 1976 : Soudain... les monstres (The Food of the Gods)
- 1977 : L'Empire des fourmis géantes (Empire of the Ants)
- 1981 : Burned at the Stake
- 1982 : Let's Do It!
- 1985 : The Big Bet
- 1989 : Satan's Princess

### Comme scénariste
- 1965 : Village of the Giants
- 1957 : The Cyclops
- 1957 : The Amazing Colossal Man
- 1970 : How to Succeed with Sex
- 1972 : Necromancy
- 1973 : Le Détraqué (The Mad Bomber)
- 1976 : Soudain... les monstres (The Food of the Gods)
- 1981 : Burned at the Stake
- 1982 : Let's Do It!
- 1985 : The Big Bet
- 2014 : Secrets of a Psychopath